# Salón del Automóvil de Shanghái
El Salón del Automóvil de Shanghái (en chino simplificado, 上海国际汽车展, en inglés Auto Shanghai) es un salón del automóvil bienal que alterna con el Salón del Automóvil de Pekín que fue creado en 1985. El Salón del Automóvil de Shanghái fue el primer salón del automóvil de China aprobado por la UFI, en junio de 2004.
Se celebra cada dos años, todos ellos impares, en el distrito de Pudong, en Shanghái, China. Desde el 9.º salón (2001), la exposición ha tenido lugar en el Shanghai New International Expo Center.
Conceptos introducidos en el Salón:
- FAW 'Hongqi HQD concept '
- Chana 'Yu Feng'
- X-Gene 'X-Coupé'
- Chery 'Wow'
- Changfeng 'LieBao-C1'
- Patac 'ALAS' (action life activity sedan) aka 'Chiang Yi'
- I-DEA 'Gobi'
- Brilliance 'Splendor'
- Hafei 'Saibao V'
- Chery 'B13' y 'M14'
- Chevrolet Aveo y 'Aveo Xtreme'
- Audi 'A6L'
- Spyker 'La Turbie'